# Rebel (videogioco)
Rebel è un videogioco d'azione strategico a tema futuristico sviluppato dalla Gang of Five, e pubblicato dalla Virgin Games. Il videogioco è stato reso disponibile nel 1987 per Commodore 64 e ZX Spectrum.